# Od kołyski aż po grób (album Kaena)
Od kołyski aż po grób - debiutancki album studyjny polskiego rapera Kaena. Wydawnictwo ukazało się 28 września 2012 roku nakładem wytwórni muzycznej Prosto. Album został wyprodukowany przez Ive i FeRu. Z kolei wśród gości znaleźli się m.in. Fu, Zdycha DT, Juras, Beny B, Wigor oraz SK.
Nagrania uzyskały status złotej płyty.

## Lista utworów
Opracowano na podstawie materiału źródłowego.
1. „Narodziny" (produkcja: Ive) – 1:31
2. „Bestia" (produkcja: Ive) – 3:56
3. „Nasza wina" (produkcja: Ive) – 4:20
4. „Moja królowa" (produkcja: FeRu) – 2:46
5. „Czasem myślę, że..." (produkcja: Ive, gościnnie: Fu, Zdycha DT) – 4:20
6. „Nie osądzaj" (produkcja: Ive) – 3:48
7. „Czas na zmiany" (produkcja: Ive) – 3:12
8. „Masz swój rozum" (produkcja: Ive, gościnnie: Juras) – 3:06
9. „Alter ego" (produkcja: Ive) – 3:18
10. „List do D." (produkcja: Ive) – 2:40
11. „Głowa do góry" (produkcja: Ive) – 3:23
12. „Strefa mroku" (produkcja: Ive, gościnnie: Beny B, Zwr, IVE) – 4:52
13. „Historia pewnej miłości" (produkcja: Ive) – 3:56
14. „Kamień Syzyfa" (produkcja: Ive, gościnnie: Wigor) – 3:31
15. „Władca liter" (produkcja: Ive) – 3:36
16. „Głębia" (produkcja: Ive) – 4:07
17. „Idź na całość" (produkcja: Ive) – 4:14
18. „W moich butach" (produkcja: Ive) – 4:29
19. „Nie ma odwrotu" (produkcja: Ive, gościnnie: SK) – 3:09
20. „Od kołyski aż po grób" (produkcja: Ive) – 3:34
21. „Pogrzeb" (produkcja: Ive) – 1:05